# Anatoli Krútikov
Anatoli Fiódorovich Krútikov (en ruso: Анатолий Фёдорович Крутиков; óblast de Moscú, 21 de septiembre de 1933-8 de noviembre de 2019) fue un futbolista profesional y entrenador de fútbol ruso/soviético.

## Carrera profesional
Krútikov debutó en 1952 con el Khimik Moscú antes de firmar por el CSKA Moscú, equipo en el que permaneció cuatro temporadas. En 1959 fichó por el Spartak Moscú, en el que disputó 269 partidos oficiales de la liga soviética y en el que se retiró en 1969.
Tras finalizar su carrera como jugador fue entrenador del propio Spartak Moscú, el Shakhter Karagandy y el Spartak Nalchik. Fue el entrenador del equipo del Spartak Moscú que descendió por primera —y única— vez en su historia.

## Selección nacional
Krútikov disputó nueve partidos con el equipo nacional de fútbol de la Unión Soviética y participó en la primera Copa de Naciones de Europa en 1960, donde los soviéticos fueron campeones. Fue seleccionado también para el equipo que disputó la Eurocopa 1964, pero no jugó en ningún partido del torneo.

## Palmarés
- Soviet Top Liga: 1962.
- Copa de la Unión Soviética: 1963, 1965.